# Percina shumardi
Percina shumardi är en fiskart som först beskrevs av Girard, 1859.  Percina shumardi ingår i släktet Percina och familjen abborrfiskar. Inga underarter finns listade i Catalogue of Life.